# Каракорум (местность)
Каракорум — местность, упоминаемая Джувейни в Та’рих-и джахангушай, а вслед за ним Рашид ад-Дином в Джами ат-таварих, при повествовании о монгольском вторжении в Хорезм. Местность локализуется в низовьях Сырдарьи близ Дженда — «месте обитания канглы» — тюркского родо-племенного объединения. Как сообщает в комментариях к Та’рих-и джахангушай Дж. Э. Бойл, правильное чтение топонима, по мнению иранского текстолога М. Казвини, — Каракум, пустыня к северо-востоку от Арала (не путать с пустыней Каракум в Туркмении).